# La Chapelle-sur-Oreuse
Pour les articles homonymes, voir La Chapelle et Oreuse (homonymie).
La Chapelle-sur-Oreuse est une commune française située dans le département de l'Yonne en région Bourgogne-Franche-Comté.

## Géographie

### Hydrographie
La commune est traversée d'est en ouest par la rivière Oreuse (17,1 km) un affluent de l'Yonne (qui coule à 6 km du village) donc de la Seine.

### Climat
Pour des articles plus généraux, voir Climat de la Bourgogne-Franche-Comté et Climat de l'Yonne.
En 2010, le climat de la commune est de type climat océanique dégradé des plaines du Centre et du Nord, selon une étude du Centre national de la recherche scientifique s'appuyant sur une série de données couvrant la période 1971-2000. En 2020, Météo-France publie une typologie des climats de la France métropolitaine dans laquelle la commune est exposée à un climat océanique altéré et est dans la région climatique  Nord-est du bassin Parisien, caractérisée par un ensoleillement médiocre, une pluviométrie moyenne régulièrement répartie au cours de l’année et un hiver froid (3 °C). 
Pour la période 1971-2000, la température annuelle moyenne est de 11,1 °C, avec une amplitude thermique annuelle de 15,4 °C. Le cumul annuel moyen de précipitations est de 700 mm, avec 11,4 jours de précipitations en janvier et 7,5 jours en juillet. Pour la période 1991-2020, la température moyenne annuelle observée sur la station météorologique de Météo-France la plus proche, « Sens », sur la commune de Sens à 10 km à vol d'oiseau, est de 11,9 °C et le cumul annuel moyen de précipitations est de 644,7 mm. 
La température maximale relevée sur cette station est de 42,4 °C, atteinte le 25 juillet 2019 ; la température minimale est de −22,6 °C, atteinte le 14 février 1956,,. 
Les paramètres climatiques de la commune ont été estimés pour le milieu du siècle (2041-2070) selon différents scénarios d'émission de gaz à effet de serre à partir des nouvelles projections climatiques de référence DRIAS-2020. Ils sont consultables sur un site dédié publié par Météo-France en novembre 2022.

## Urbanisme

### Typologie
Au 1er janvier 2024, La Chapelle-sur-Oreuse est catégorisée commune rurale à habitat dispersé, selon la nouvelle grille communale de densité à sept niveaux définie par l'Insee en 2022.
Elle est située hors unité urbaine. Par ailleurs la commune fait partie de l'aire d'attraction de Sens, dont elle est une commune de la couronne,. Cette aire, qui regroupe 65 communes, est catégorisée dans les aires de 50 000 à moins de 200 000 habitants,.

### Occupation des sols
L'occupation des sols de la commune, telle qu'elle ressort de la base de données européenne d’occupation biophysique des sols Corine Land Cover (CLC), est marquée par l'importance des territoires agricoles (78,5 % en 2018), en diminution par rapport à 1990 (79,8 %). La répartition détaillée en 2018 est la suivante : 
terres arables (75,8 %), forêts (17,5 %), zones urbanisées (2,9 %), zones agricoles hétérogènes (2,7 %), zones industrielles ou commerciales et réseaux de communication (1 %). L'évolution de l’occupation des sols de la commune et de ses infrastructures peut être observée sur les différentes représentations cartographiques du territoire : la carte de Cassini (XVIIIe siècle), la carte d'état-major (1820-1866) et les cartes ou photos aériennes de l'IGN pour la période actuelle (1950 à aujourd'hui).

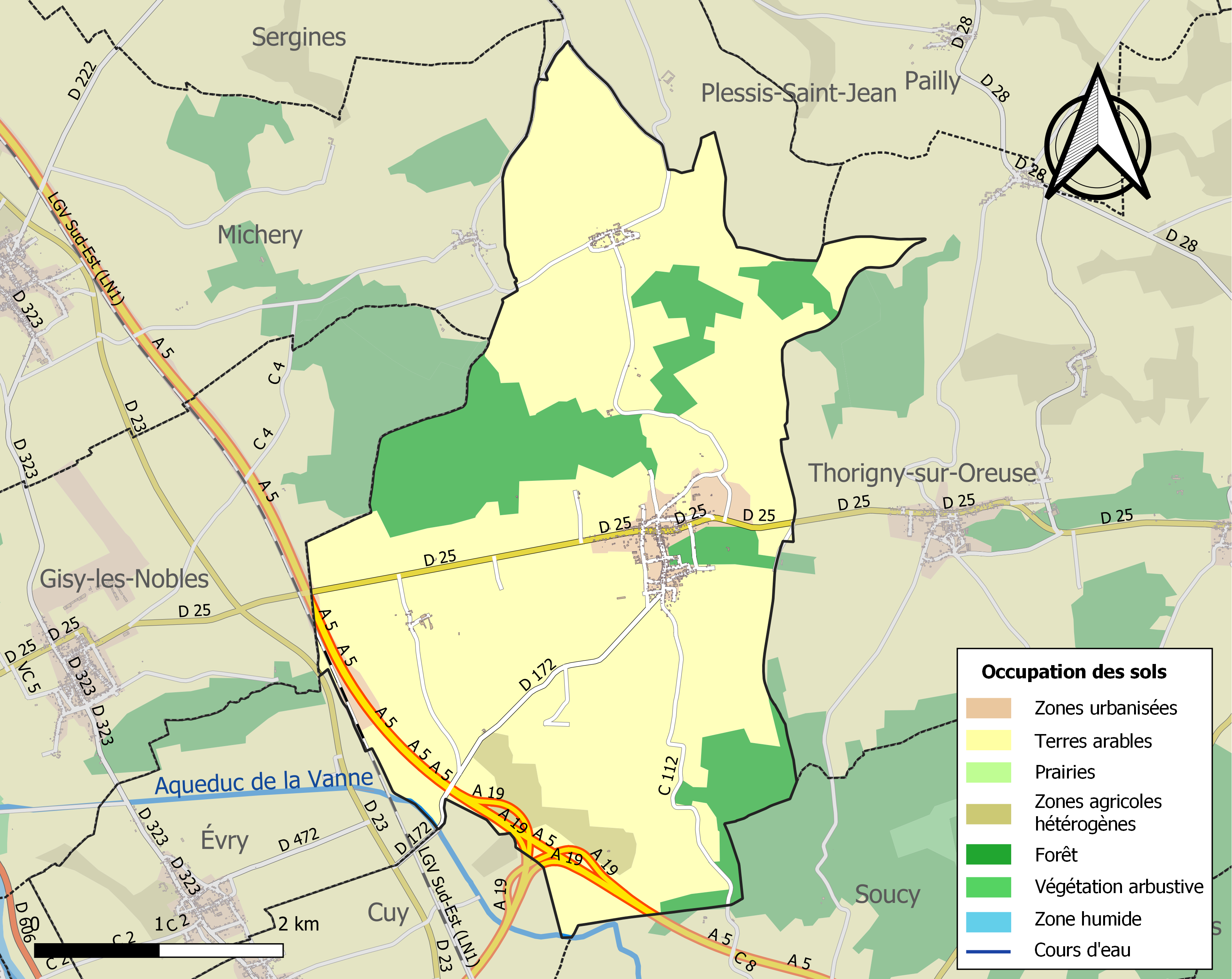
Carte des infrastructures et de l'occupation des sols de la commune en 2018 (CLC).

## Histoire

### La chapelle Saint-Germain
Cité au IXe siècle, Montem Orusa, le village primitif, s'est développé autour de La chapelle Saint-Germain.
Aux environs de 1155, Héloïse, la célèbre abbesse du Paraclet, déclare que l'abbaye de La Pommeraie (qu'elle avait fondée vers 1151 grâce aux largesses de Thibaud II, comte de Champagne) est bien située sur la paroisse de Saint-Germain.
En 1615, cette chapelle Saint-Germain était encore considérée comme une église où depuis des temps immémoriaux, tous les 31 juillet, une messe était consacrée à saint Germain.
Le cimetière de la paroisse était situé autour de ladite chapelle Saint-Germain. On y enterrait les morts de la paroisse de La Chapelle-sur-Oreuse et ceci jusqu’en 1789.
Fin 2012, une fontaine profondément enfouie dans le sol est excavée ; située à 200 mètres de la chapelle, elle a été fréquentée du XVIe au milieu du XXe siècle.
Le site primitif fut abandonné peut-être lors d'une épidémie de peste; les habitants se sont établis dans la vallée de l'Oreuse près de la chapelle Saint-Laurent qui est l'église paroissiale. 
Le bourg était entouré de murs et de fossés. Les murs ont disparu et les fossés sont aujourd'hui comblés mais on peut suivre leurs emplacements dans le bourg (petit chemin et impasse des fossés).
Reste également une tour ronde, vestige d'un château fort, actuellement maison d'habitation au 25 rue du Château.

### Moyen Âge
Le lignage est dominé par la famille des chevaliers Lemoine depuis le XIIe siècle. Vers 1200, le lignage prend le nom de de la Chapelle-sur-Oreuse ou plus simplement de La Chapelle. La famille est généreuse pour les religieuses venues du Paraclet (près de Nogent-sur-Seine) qui fondent une abbaye-fille à La Pommeraie. 
Une plaque tombale d'un chevalier de la famille, trouvée à La Pommeraie, a été installée dans l'église du village.
Par ailleurs, les moines de Sainte-Colombe, monastère fondé au nord de Sens à l'époque mérovingienne, possèdent une partie du village où ils détiennent un château au XIVe siècle (l'actuel château). 
Des receveurs locaux y logeaient. Le château fort, désormais résidence privée, a été transformé en manoir à la Renaissance. La tour et ses meurtrières ainsi que la façade et l'entrée fortifiée sont visibles depuis la route.
Enfin, mais un peu plus tardivement, on constate que les seigneurs de Fleurigny portent aussi le titre de seigneur de la Chapelle-sur-Oreuse.

### OpulentXVIesiècle
Le village est doté de fortifications durant le règne de François Ier, pour se prémunir contre le brigandage généralisé. En outre, des familles de Sens profitent de l'émiettement féodal local pour édifier des châteaux (Hodoart). La majeure partie du foncier cultivable est la propriété de la bourgeoisie de Sens dès le XVIe siècle.
Plusieurs moulins à eau tirent profit du cours de l'Oreuse.

### Les hameaux
Autour de l'abbaye de La Pommeraie vit une population au service des religieuses, qui forme un hameau. Le départ des religieuses pour Sens, quelque temps après la Fronde, maintient cet habitat. La famille Guichard, de Sens, acquiert le domaine qui depuis quelques décennies a été transformé en maison de retraite.

### L'ère moderne
Le Tacot reliant Sens à Nogent-sur-Seine dispose de deux gares sur le finage : une à la hauteur du hameau de la Pommeraie, et l'autre au village. Ce petit train a failli entrer en exploitation dans les jours précédant la déclaration de guerre en 1914. Les rails ayant été démontés pour servir le front, le réseau est équipé à nouveau vers 1930. Il fonctionnera quelques mois. Le déficit important des chemins de fer (qui conduira à la nationalisation et à l'émergence de la SNCF qui étatisera les pertes structurelles) est souligné par les autocaristes. Le Conseil général, mené par Flandin, fait fermer la ligne avant 1940. 
L'exploitation d'une importante décharge est autorisée au nord du village à la fin du XXe siècle.

## Le château
Après guerre, le château fut acquis par Maxime Blocq-Mascart, grand résistant, numéro 2 du CNR et ayant joué un rôle déterminant durant cette période. 
Proche du général De Gaulle, Maxime Blocq-Mascart, qui avait déjà rédigé un projet de constitution en 1944, se remet au travail et rédige un nouveau projet en 1956, au cas où le général De Gaulle reviendrait. 
Influent, ce conseiller d'état, ex-membre de l'assemblée constituante de 1945 et auteur de livres de référence, organisa plusieurs réunions secrètes au château rassemblant les principaux protagonistes du retour du général De Gaulle (M. Debré, J. Soustelle, le général Cogny, J.B. Biaggi, A. Griotteray, R. Janot). 
Une de ces réunions secrètes est mentionnée dans l'ouvrage "Secrets d'État" de Jean-Raymond Tournoux. 
De mémoire d'homme, à la veille du retour du général Charles De Gaulle à Paris au printemps 1958, celui-ci se réunit au château avec Maxime Blocq-Mascart, Jacques Chaban-Delmas, Louis Joxe et Michel Debré. 
Convaincu que la situation était mûre, il décida de ne pas rester diner au château pour se rendre à Colombey les deux églises afin de rejoindre Paris dès le lendemain.
Un des épisodes les plus remarquables de l'avènement de la 5ème République s'est donc écrit dans l'enceinte du château de La Chapelle-sur-Oreuse, dans l’Yonne.

## Politique et administration
| Période | Période  | Identité            | Étiquette | Qualité |
| ------- | -------- | ------------------- | --------- | ------- |
|         | -10/1928 | Alfred RONDEAU      |           | Maire   |
|         | -2008    | Pierre Cattin-Vidal |           |         |
| 2008    | 2020     | Moïse Goureau       |           |         |
| 2020    | 2024     | Gilles Bonneau      |           |         |
| 2024    | en cours | Laurent Marty       |           |         |

## Démographie
Ses habitants sont appelés les Chapelins.

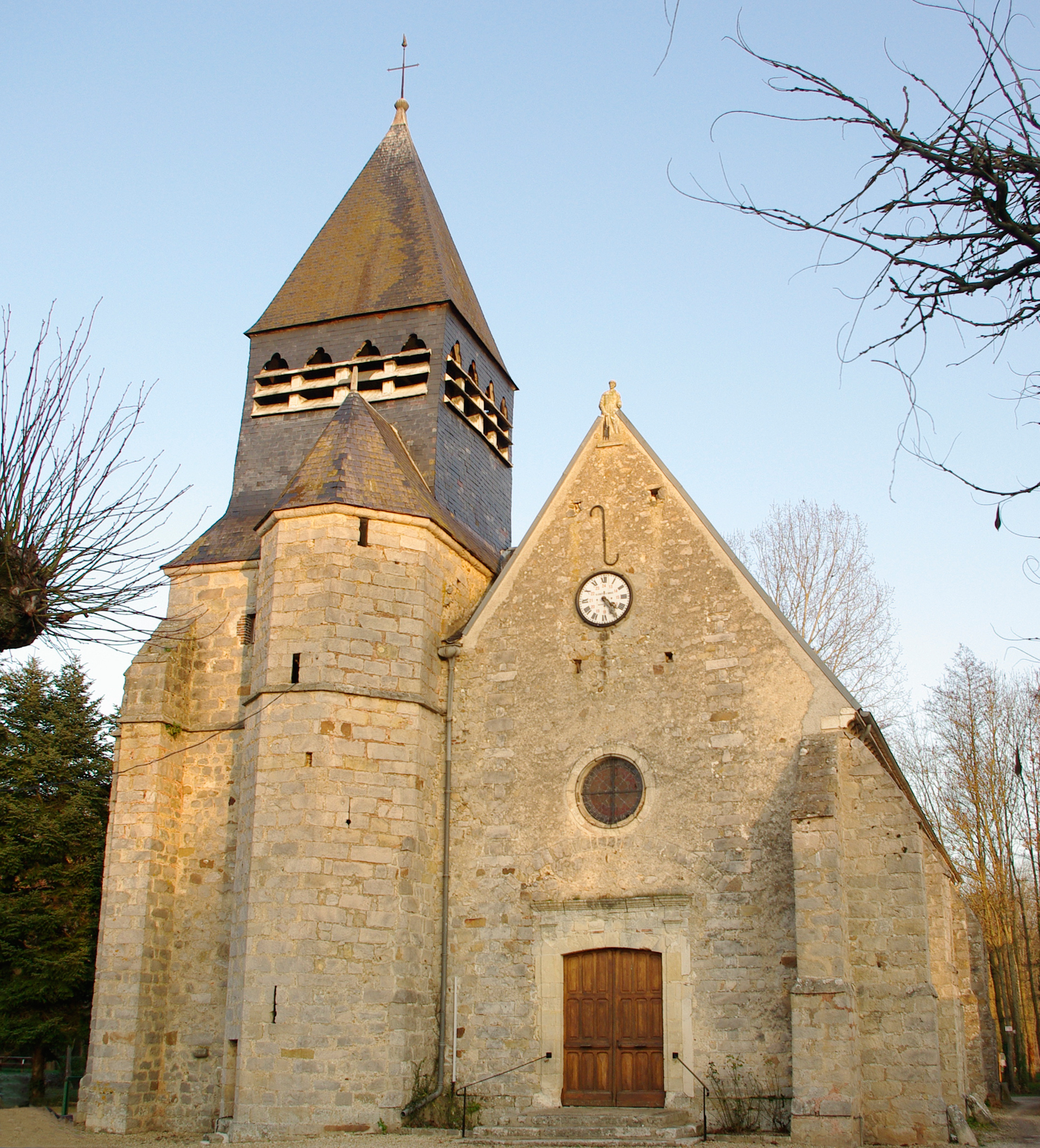
Église Saint-Laurent.

L'évolution du nombre d'habitants est connue à travers les recensements de la population effectués dans la commune depuis 1793. Pour les communes de moins de 10 000 habitants, une enquête de recensement portant sur toute la population est réalisée tous les cinq ans, les populations de référence des années intermédiaires étant quant à elles estimées par interpolation ou extrapolation. Pour la commune, le premier recensement exhaustif entrant dans le cadre du nouveau dispositif a été réalisé en 2006.

En 2022, la commune comptait 668 habitants, en évolution de +8,27 % par rapport à 2016 (Yonne : −1,95 %, France hors Mayotte : +2,11 %).
| 1793 | 1800 | 1806 | 1821 | 1831 | 1836 | 1841 | 1846 | 1851 |
| ---- | ---- | ---- | ---- | ---- | ---- | ---- | ---- | ---- |
| 458  | 406  | 475  | 468  | 486  | 516  | 540  | 564  | 501  |

| 1856 | 1861 | 1866 | 1872 | 1876 | 1881 | 1886 | 1891 | 1896 |
| ---- | ---- | ---- | ---- | ---- | ---- | ---- | ---- | ---- |
| 560  | 558  | 583  | 601  | 607  | 555  | 571  | 529  | 478  |

| 1901 | 1906 | 1911 | 1921 | 1926 | 1931 | 1936 | 1946 | 1954 |
| ---- | ---- | ---- | ---- | ---- | ---- | ---- | ---- | ---- |
| 444  | 437  | 420  | 343  | 347  | 346  | 366  | 360  | 350  |

| 1962 | 1968 | 1975 | 1982 | 1990 | 1999 | 2006 | 2011 | 2016 |
| ---- | ---- | ---- | ---- | ---- | ---- | ---- | ---- | ---- |
| 294  | 286  | 290  | 334  | 319  | 412  | 543  | 558  | 617  |

| 2021 | 2022 | - | - | - | - | - | - | - |
| ---- | ---- | - | - | - | - | - | - | - |
| 659  | 668  | - | - | - | - | - | - | - |

## Lieux et monuments
- Vestiges d'une voie romaine.
- Vestiges de fortifications; enceinte, tour-porte.
- Château fort : tour ronde médiévale à meurtrières, façade intacte
- Ruine de la chapelle Saint-Germain du XIIIe siècle.
- Fontaine Saint-Germain. Redécouverte en 2013. Elle se situe à 100 mètres de la chapelle du même nom. Restaurée.
- Lavoir ancien restauré.
- Église Saint-Laurent-du-Gril (XIVe et XVe siècles) : tour du clocher avec tourelle d'escalier percée de meurtrières ; deux nefs plafonnées à quatre travées ogivales ; voûte du chœur à arêtes prismatiques (XVe siècle) ; gros pilier cruciforme biseauté (provenant d'un édifice antérieur) ; retable de l'Annonciation bois Renaissance (provenant de Vauluisant) ; groupe Sainte-Anne ; La Vierge et l'enfant (XIVe siècle).

## Personnalités liées à la commune
Le cuisinier et auteur culinaire Philéas Gilbert (1857-1942) y est né.

## Transports
L'autoroute A 5 passe sur la commune en longeant sa limite au sud-ouest. C'est aussi sur la commune que l'autoroute A 19 rejoint l'autoroute A 5. L'entrée d'autoroute la plus proche est sur la A 19 à Saint-Denis-lès-Sens, à 10 km.

## Pour approfondir